# L'Irrésistible Monsieur Bob
Pour plus de détails, voir Fiche technique et Distribution.
L'Irrésistible Monsieur Bob (Man About Town) est un film américain en noir et blanc réalisé par Mark Sandrich, sorti en 1939.

## Synopsis
Un producteur de film tente d'impressionner sa petite amie en draguant une autre fille mais les choses ne vont pas se passer comme prévu. 

## Fiche technique
- Titre : L'Irrésistible Monsieur Bob
- Titre original : Man About Town
- Réalisation : Mark Sandrich
- Production : Arthur Hornblow Jr.
- Société de production et de distribution : Paramount Pictures
- Scénario : Morrie Ryskind d'après une histoire de Zion Myers, Morrie Ryskind et Allan Scott
- Musique : Friedrich Hollaender (non crédité)
- Chorégraphe : LeRoy Prinz
- Photographie : Ted Tetzlaff
- Montage : LeRoy Stone
- Direction artistique : Hans Dreier et Robert Usher (en)
- Costumes : Edith Head
- Pays de production :  États-Unis
- Langue : anglais
- Format : noir et blanc - Son : Mono (Western Electric Mirrophonic Recording)
- Genre : Comédie et film musical
- Durée : 85 min
- Dates de sortie : 
  - États-Unis : 29 juin 1939 première à New York
  - États-Unis : 7 juillet 1939
  - France : 16 août 1939

## Distribution
- Jack Benny : Bob Temple
- Dorothy Lamour : Diana Wilson
- Edward Arnold : Sir John Arlington
- Binnie Barnes : Lady Arlington
- Monty Woolley : Henri Dubois
- Isabel Jeans : Mme Dubois
- Phil Harris : Ted Nash
- Betty Grable : Susan Hayes
- E. E. Clive : Hotchkiss
- Eddie Anderson : Rochester
- Charles Coleman (non crédité) : le portier de l'hôtel

et dans leur propre rôle :
- The Merriel Abbott Dancers
- Matty Malneck et son Orchestre
- The Pina Troupe